# Olga Alexandrova
Olga Alexandrova (ukrainisch Ольга Сергіївна Александрова Olha Serhijiwna Aleksandrowa, russisch Ольга Сергеевна Александрова Olga Sergejewna Alexandrowa; * 28. Januar 1978 in Charkiw, Ukrainische SSR) ist eine spanische Schachspielerin.
Die ukrainische Meisterschaft der Frauen konnte sie 2004 in Aluschta gewinnen. Außerdem gewann sie zweimal die spanische Frauenmeisterschaft: 2013 und 2014. Alexandrova nahm an drei Schacholympiaden der Frauen teil, sie spielte für die Ukraine bei der Schacholympiade 2004 und zweimal für Spanien: 2012 und 2014. Außerdem nahm sie für Spanien zweimal an den europäischen Mannschaftsmeisterschaften der Frauen (2011 und 2013) teil.
In Deutschland hat sie zwischen 2004 und 2011 für den SK Großlehna gespielt, in Spanien für UGA Barcelona.
Sie wurde trainiert von Michail Chanukow (1939–2020) und Sergej Schedej (1940–2012).
Sie ist mit dem spanischen Schachgroßmeister Miguel Illescas Córdoba verheiratet.
| Hier fehlt eine Grafik, die leider im Moment aus technischen Gründen nicht angezeigt werden kann. Wir arbeiten daran! |